# Guggul

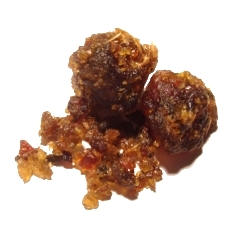
Hars van de Commiphora wightii

Guggul (ook wel bedolah, bdellium of Indische mirre genoemd) is een hars die afkomstig is uit de schors van de balsemboom Commiphora wightii. De geelachtige tot bruine hars wordt verkregen door het aanbrengen van insnijdingen in de schors. De hars heeft een geur vergelijkbaar met mirre en wordt vaak gebruikt in wierook en parfums. Guggul werd al in de Romeinse tijd geïmporteerd uit India. Volgens Hebreeuwse, Griekse en Latijnse bronnen is het product als balsemhars bekend.
In het Bijbelse scheppingsverhaal wordt bij de begeerlijkheden van de Hof van Eden ook deze balsemhars genoemd. Het woord בְּדֹלַח (bedólah) in Hebreeuwse grondtekst duidt waarschijnlijk wel op hars, maar betekent letterlijk kristal of geslepen glas. Er is twijfel over de precieze substantie die met dit woord aangeduid wordt.
Guggul wordt gebruikt in de Ayurvedageneeskunde, onder andere tegen reuma en obesitas. Het is in India verkrijgbaar als wierook, genaamd dhoop, die wordt verbrand op hete kolen. Dit levert een geurige, dichte rook. De brandende kolen worden vervolgens rondgedragen in de verschillende kamers van het huis en een paar seconden in alle hoeken gehouden. Dit wordt onder andere gedaan om kwade geesten te verdrijven uit de woning.